# Rakvice (železniční zastávka)
Rakvice jsou železniční zastávka, která se nachází v severovýchodní části obce Rakvice v okrese Břeclav. Zastávka leží v km 98,252 elektrizované dvoukolejné železniční trati Břeclav–Brno mezi stanicemi Podivín a Zaječí.

## Historie
Trať kolem obce byla zprovozněna už v roce 1839, ale zastávka s německým názvem Rakwitz zprovoznila Severní dráha císaře Ferdinanda 15. prosince 1886. Stalo se tak díky příspěvku z rozpočtu obce ve výši 600 zlatých. Od roku stanice 1918 nese české označení Rakvice, s výjimkou let 1938–1945, kdy se používalo opět německé pojmenování Rakwitz.
V letech 1997–1999 probíhala modernizace traťového úseku Vranovice – Břeclav se zavedením traťové rychlosti 160 km/h, což zahrnovalo i zastávku Rakvice. Jižně od zastávky Rakvice se plánuje napojení vysokorychlostní trati od Brna do stávající trati.

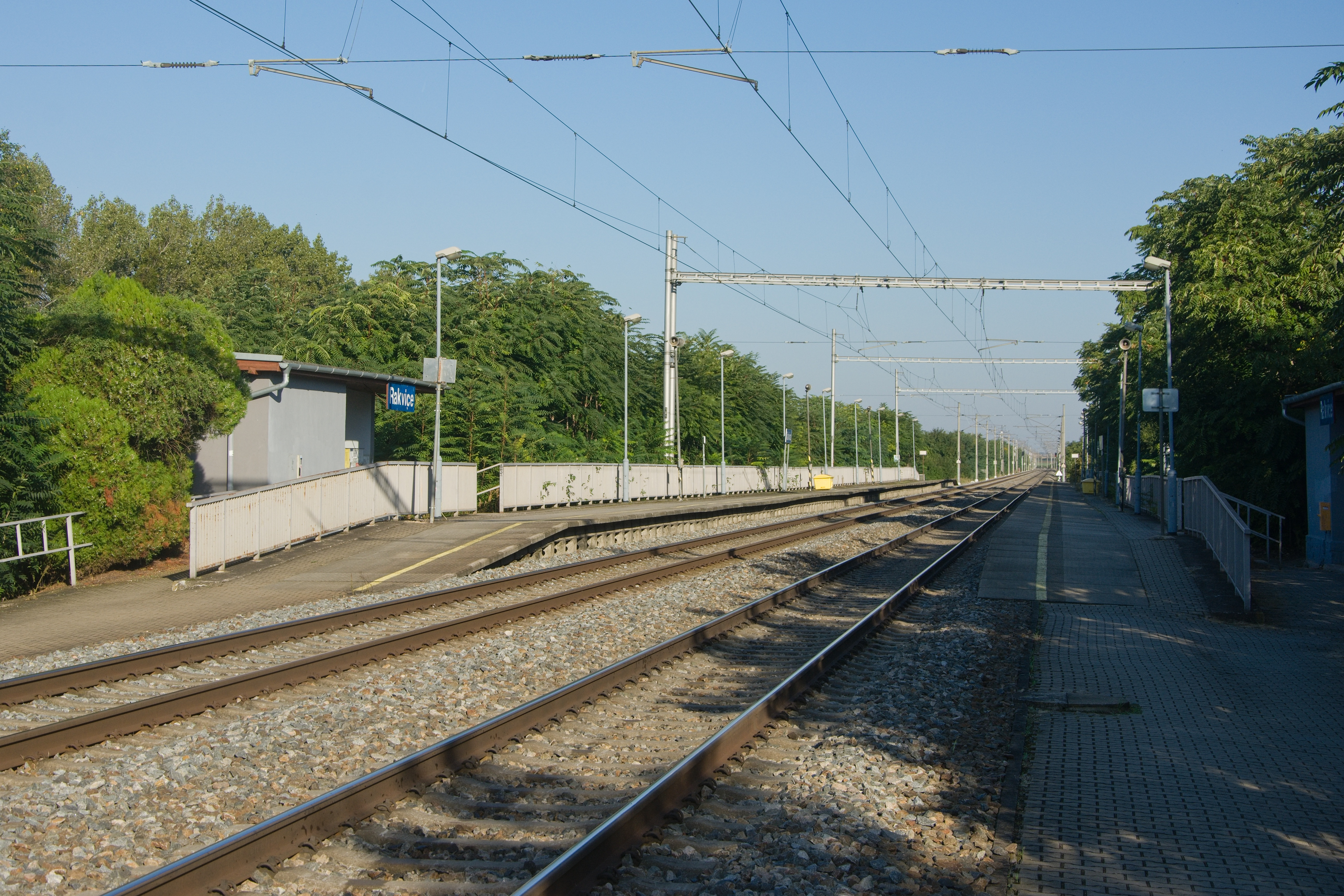
Celkový pohled na zastávku, vlevo nástupiště směr Břeclav

## Popis zastávky
V zastávce jsou u obou traťových kolejí vybudována vnější jednostranná nástupiště. Nástupiště označené „směr Břeclav“ je u 1. traťové koleje, „směr Brno“ u 2. traťové koleje. Obě nástupiště mají délku 170 m a výšku nástupní hrany 550 mm nad temenem kolejnice. Přístup na nástupiště je po chodníku a schodech z místní komunikace.
Cestující jsou informováni o jízdách vlaků pomocí akustických hlášení systémem INISS nebo mluveného slova. Rozhlas se obsluhuje z CDP Přerov nebo pracoviště pohotovostního výpravčího v Brně-Horních Heršpicích.